# SN 1006
SN 1006, la supernova osservata dalla Terra nell'anno 1006, è stato l'evento stellare con magnitudine apparente più brillante di cui esistano registrazioni storiche, tanto da risultare visibile anche di giorno per diversi giorni dopo la sua comparsa.
Apparsa nella costellazione del Lupo tra il 30 aprile e il 1º maggio 1006, la nuova stella fu descritta da osservatori in Svizzera, Italia, Egitto, Iraq, Cina e Giappone. Le misurazioni moderne effettuate sul suo resto di supernova indicano che SN 1006 raggiunse una magnitudine apparente di circa -7,5.

## Storia delle osservazioni
Esistono molteplici registrazioni in Asia, Africa ed Europa dell'apparizione di una supernova tra il 30 aprile e il 1º maggio 1006. Le più numerose sono state redatte in Cina, mentre quelle arabe si contraddistinguono per la loro accuratezza. Le osservazioni dall'abbazia di San Gallo in Svizzera sono risultate estremamente utili per individuare la declinazione dell'evento.
Fu l'astrologo egiziano Ali Bin Ridwan a lasciare la descrizione storica più completa dell'evento: nel suo commentario al Tetrabiblos di Tolomeo si trova scritto che l'oggetto fu da 2,5 a 3 volte più grande del disco di Venere, e raggiunse circa un quarto della luminosità della Luna. Assieme agli altri osservatori, egli scrive che la stella si trovava bassa sull'orizzonte meridionale. Gli scritti dei monaci dell'abbazia benedettina di San Gallo concordano con le osservazioni di Bin Ridwan per quanto riguarda magnitudine e posizione nel cielo, aggiungendo che "in modo meraviglioso, essa era a volte contratta, a volte diffusa, e inoltre, a volte spenta". Quest'ultima frase è a volte interpretata come indicazione che la supernova fosse di tipo Ia. Alcune fonti indicano che la stella fosse abbastanza brillante da proiettare ombre; fu certamente visibile durante il giorno per qualche tempo, tanto che l'astronomo moderno Frank Winkler ha suggerito che "nella primavera del 1006, la gente potrebbe essere stata in grado di leggere manoscritti a mezzanotte per mezzo della sua luce".
Sembra che vi siano state due fasi distinte nell'osservazione della supernova: dopo un periodo iniziale di tre mesi nel quale ebbe la massima luminosità, si affievolì per poi rendersi nuovamente visibile per un periodo di circa diciotto mesi. La maggior parte degli astrologi interpretò l'evento come portatore di guerra e carestia, ma è degno di nota che l'interpretazione che il cinese Chou K'o-ming ne diede all'imperatore fu di "buon auspicio".

## Il resto di supernova nell'astronomia moderna

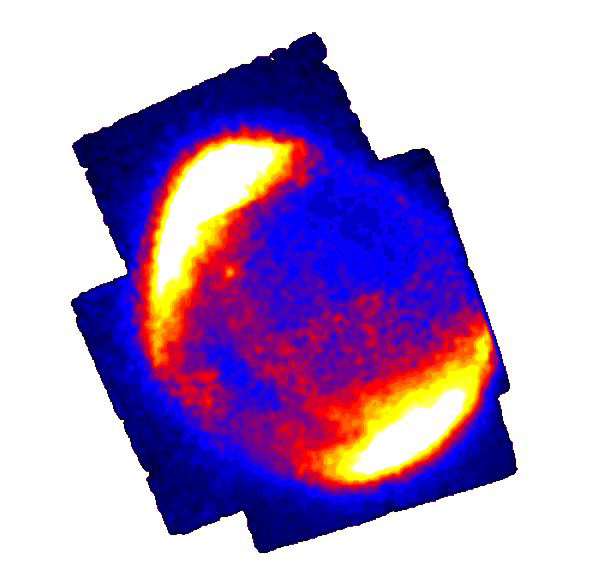
Immagine ai raggi X di SN 1006

La supernova ha lasciato come resto di sé una nebulosa fioca e con morfologia a guscio e disturbata, che venne scoperta nel 1965 da Douglas Milne e F. Gardner, i quali trovarono un guscio di espansione del diametro di 30 secondi d'arco mentre analizzavano lo spettro radio di una porzione di cielo nei pressi della stella Beta Lupi. Nel 1976 vennero trovate le controparti nei raggi X e in ottico. Per l'onda di espansione si è determinata recentemente una distanza di 2,2 kiloparsec, un diametro di circa 20 parsec ed una velocità di espansione di 2800 km/s. L'oggetto è anche conosciuto come PKS 1459-41 a tutte le lunghezze d'onda. Al centro della nebulosa non è stata rilevata la presenza di una pulsar o di un buco nero, come naturale aspettarsi trattandosi di una supernova di tipo Ia.